# 克烏利亞拉胡山
9°57′45″S 77°15′36″W / 9.96250°S 77.26000°W

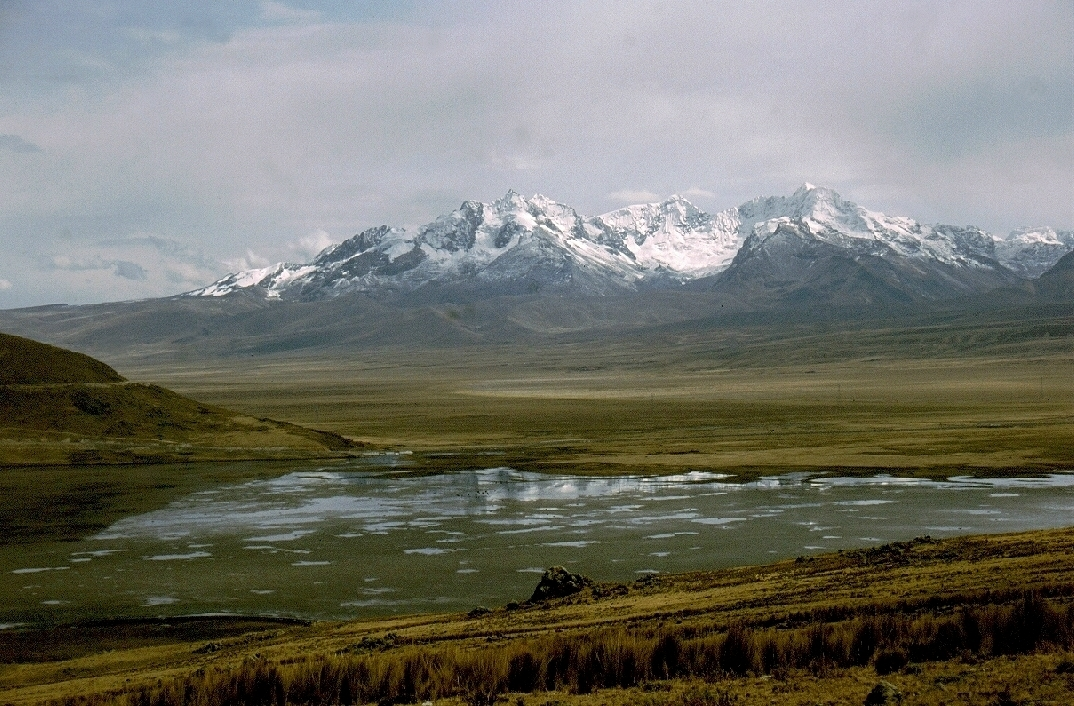

克烏利亞拉胡山（Caullaraju），是秘魯的山峰，位於安卡什大區，屬於安第斯山脈中布蘭卡山脈的一部分，海拔高度5,682米，人類在1962年首次登頂。